# КТК (телеканал)
КТК — казахстанский телеканал. Штаб-квартира находится в Алма-Ате. Первый частный телеканал в Казахстане начал свою тестовую трансляцию 2 ноября 1990 года, а затем позже начал свои официальные трансляции 20 февраля 1991 года. Показ начинался в 17:00, вещание было кодированным и распространялось только на город Алма-Ату. С 1992 года КТК перешел на полноценное вещание в течение всего дня. В 1996 году канал расширил свой диапазон и стал доступен к просмотру во всех городах республики. Основатель телеканала КТК — Изя Фидель.

## История
Начал своё вещание 2 ноября 1990 года как первый в Казахстане частный телеканал — Коммерческий Телевизионный Канал. 20 февраля 1991 года телеканал начал вещать в Алматы. Первоначально эфирное наполнение телеканала состояло из иностранных фильмов, мультфильмов студии Walt Disney и развлекательных зарубежных шоу.
В 1994 году вышла в эфир первая в Казахстане утренняя программа «Здравствуйте!» с Вадимом Вдовиным, Сергеем Пономаревым, и вскоре стала пользоваться огромной популярностью.
В августе 1998 года на телеканале КТК вышла первая информационная программа на казахском языке «Бір күн» и спустя месяц был переименована в «Күндерек». С 2000 года качество «Күндерек» выросло, на телепространстве появилась информационно-экспертная программа «Шарайна». Эта программа была уникальной среди еженедельных экспертных телевизионных программ, широко транслировавшихся в то время.
В 2001 году было запущено интеллектуальное шоу «Кто возьмёт милилон?» на русском языке, являющееся адаптацией формата телевизионной игры «Who Wants to Be a Millionaire?» от Celador.
В августе 2002 года начала выходить журналистская программа «Ел-жұрт». Особенность данной программы в том, что люди имели возможность рассказать свою ситуацию своими словами, без каких-либо красок. А с марта 2003 года Оразали Баймурат стал руководить программой «Ел-жұрт». В 2006 году «Хабар» получил награду «Золотая звезда». Эта программа непрерывно выходила до апреля 2007 года.
В 2021 году телеканал КТК отметил своё 30-летие.
5 января 2022 года во время протестов в стране, начавшихся в Жанаозене 2 января 2022 года из-за резкого повышения цен на сжиженный газ, телеканал временно прекратил вещание из-за отключения интернета по всей стране.

## Программы
Действующие
- Новости
- Портрет недели
- Большие новости
- Астарлы ақиқат
- OZAT отбасы
- Aq mama

### Фильмы и сериалы собственного производства
- 2004 «Господа офицеры» (8 серий)
- 2005 «Человек войны» (12 серий)
- 2005 «Самые счастливые»
- 2006 «Двойная фамилия»
- 2006 «Парадиз»
- 2008 «Откройте дверь, я — счастье!» (12 серий)
- 2009 «Кайрат — Чемпион, или Девственник № 1»
- 2010 «Два пистолета. Неуловимый Бриллиант»
- 2011 «Два пистолета-2. Олимпиада грабителей»
- 2011 «Айша»
- 2012 «Цена свободы» (8 серий)
- 2013 «Отдел особого назначения» (24 серии)
- 2013 «Без права на выбор» (4 серии)
- 2013 «Joker»
- 2013 «Сұлу бойжеткен»
- 2014 «Құдалар»
- 2018 «Красный уровень» (8 серий)[5]

## Акционеры
Акционерами телеканала являются: ЧФ «Фонд Первого Президента Республики Казахстан — Лидера Нации» 83,34% и ТОО «Медиа-инвест» 11,20%.